# Alex Thomas Kaliyanil

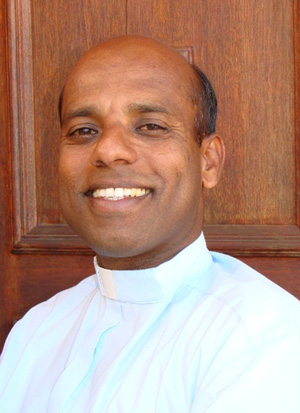
Alex Thomas Kaliyanil

Alex Thomas Kaliyanil SVD (* 27. Mai 1960 in Vallamchira) ist Erzbischof von Bulawayo.

## Leben
Alex Thomas Kaliyanil trat der Ordensgemeinschaft der Steyler Missionare bei, legte die Profess 1987 ab und empfing am 7. Mai 1988 die Priesterweihe.
Papst Benedikt XVI. ernannte ihn am 20. Juni 2009 zum Erzbischof von Bulawayo. Der Apostolische Nuntius in Simbabwe, George Kocherry, weihte ihn am 12. September desselben Jahres zum Bischof; Mitkonsekratoren waren Robert Christopher Ndlovu, Erzbischof von Harare, und Martin Munyanyi, Bischof von Gweru.